# La Sage-femme, le Curé et le Bon Dieu
Pour plus de détails, voir Fiche technique et Distribution.
La Sage-femme, le Curé et le Bon Dieu (Jessica) est une comédie satirique franco-italienne réalisée par Oreste Palella (it) et Jean Negulesco, sortie en 1962.
Mettant en vedette les acteurs français Maurice Chevalier, Noël-Noël, Kerima, Marcel Dalio, Georgette Anys, et Danielle De Metz, le film est entièrement tourné dans le village sicilien de Forza d'Agrò.

## Synopsis
À Forza d'Agrò, en Sicile : l'équilibre paradisiaque de ce village tranquille, qui vit essentiellement de l'agriculture, est bouleversé par l'arrivée d'une jeune et belle sage-femme américaine, veuve, nommée Jessica. Jessica est une jeune fille blonde qui attire l'attention de tous les hommes du village, qui ne sont pas habitués à une beauté aussi « exotique » : la jeune fille se déplace dans le village sur une Piaggio Vespa et pousse l'audace jusqu'à porter des shorts.
Pour les femmes du village, c'en est trop ! Elles se sentent négligées par leurs maris et en signe de protestation, menées par la femme du maire, elles proclament une grève du sexe. Le prêtre du village, qui connaissait déjà Jessica, déplore le choix des femmes et tente de les raisonner.
La situation est résolue par le baron Edmondo Raumo, dont le caractère bourru réussit à rendre la jeune sage-femme amoureuse de lui. Après une série de malentendus et de mauvaises interprétations, Jessica et le baron se marient au milieu des célébrations de tous les villageois.

## Fiche technique
Sauf indication contraire, les informations mentionnées dans cette section peuvent être confirmées par la base de données cinématographiques Unifrance,  présente dans la section « Liens externes ».
- Titre français : La Sage-femme, le Curé et le Bon Dieu[1]
- Titre original italien : Jessica[2]
- Réalisateur : Oreste Palella (it) sous la supervision de Jean Negulesco
- Scénario : Flora Sundström, Ennio De Concini, Edith Sommers
- Photographie : Pietro Portalupi
- Montage : Renzo Lucidi
- Musique : Mario Nascimbene
- Décors :	Giulio Borgini
- Production : Robert Haggiag, Mario Pisani, Jean Negulesco, Alexandre Mnouchkine
- Sociétés de production : Dear Film, Les Films Ariane
- Pays de production :  Italie -  France[1]
- Langue originale : anglais, français, italien
- Format : Couleur par Eastmancolor - 2,35:1 - Son mono - 35 mm
- Durée : 112 minutes
- Genre : Comédie satirique
- Dates de sortie :
  - Italie : 17 janvier 1962
  - France : 22 juin 1962[1]

## Distribution
- Angie Dickinson : Jessica
- Maurice Chevalier : Pater Antonio
- Gabriele Ferzetti : Edmondo Raumo
- Noël-Noël : le vieux Crupi
- Agnes Moorehead : Maria Lombardo
- Sylva Koscina : Nunzia Tuffi
- Marcel Dalio : Luigi Tuffi
- Kerima : Virginia Toriello
- Danielle De Metz : Nicolina Lombardo
- Antonio Cifariello : Gianni Crupi
- Carlo Croccolo : Beppi Toriello
- Georgette Anys : Mère Paris
- Rosanna Rory : Rosa Masudino
- Alberto Rabagliati : Pietro Masudino
- Marina Berti : Filippella Risino
- Gianni Musy : Filippo Casabranca